# Robot Hall of Fame

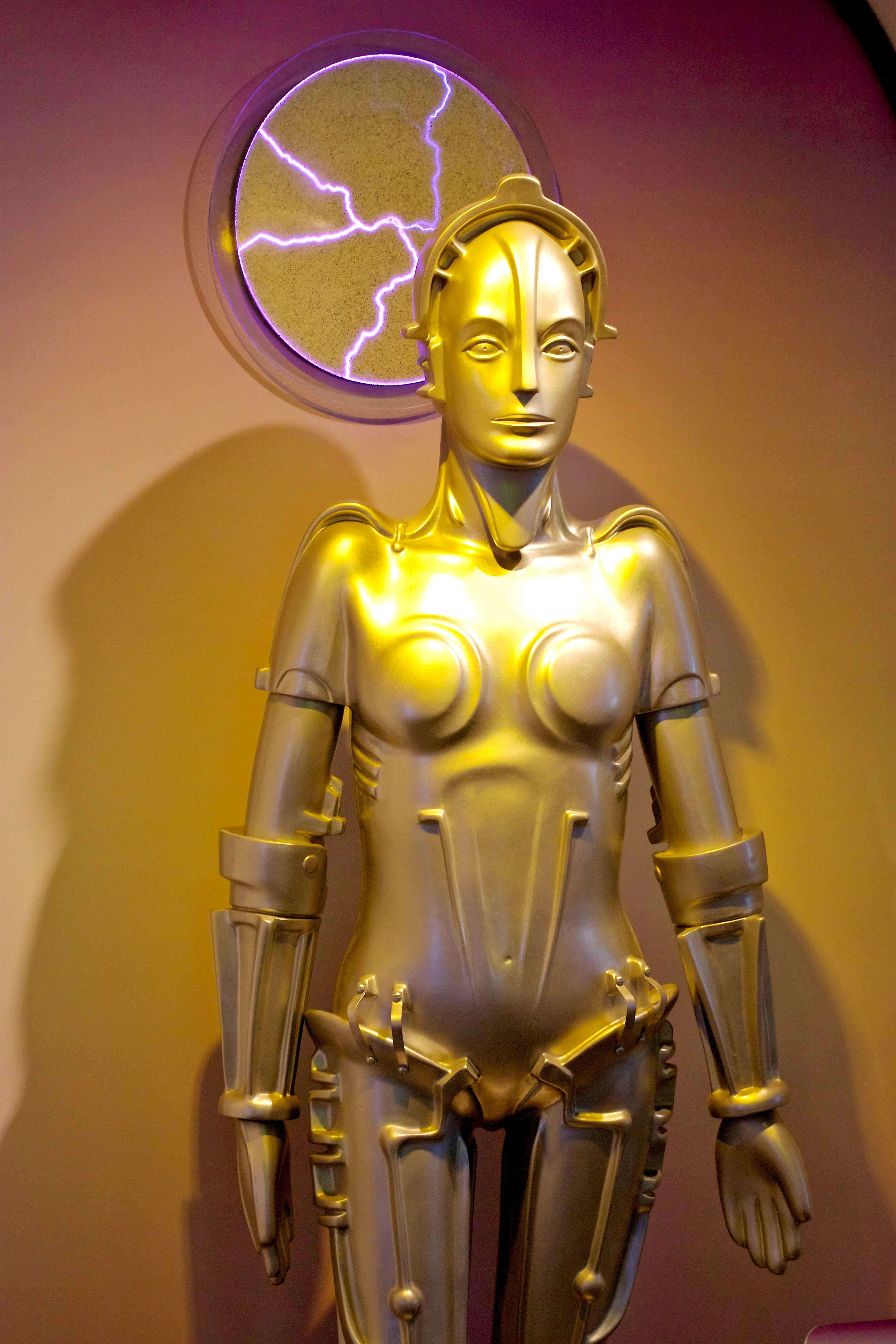
Replica da Metropolis (film 1927), Maschinenmensch ginoide Maria presso il Carnegie Science Center

La Robot Hall of Fame è una hall of fame in omaggio ai robot creati nell'immaginario o nella reale tecnologia robotica. L'organizzazione è stata creata nel 2003 dalla Carnegie Mellon School of Computer Science della Carnegie Mellon University a Pittsburgh. L'idea nasce anche da James H. Morris. La prima cerimonia di introduzione avvenne il 10 novembre 2003.

## Introduzioni

HAL 9000, dal 2003

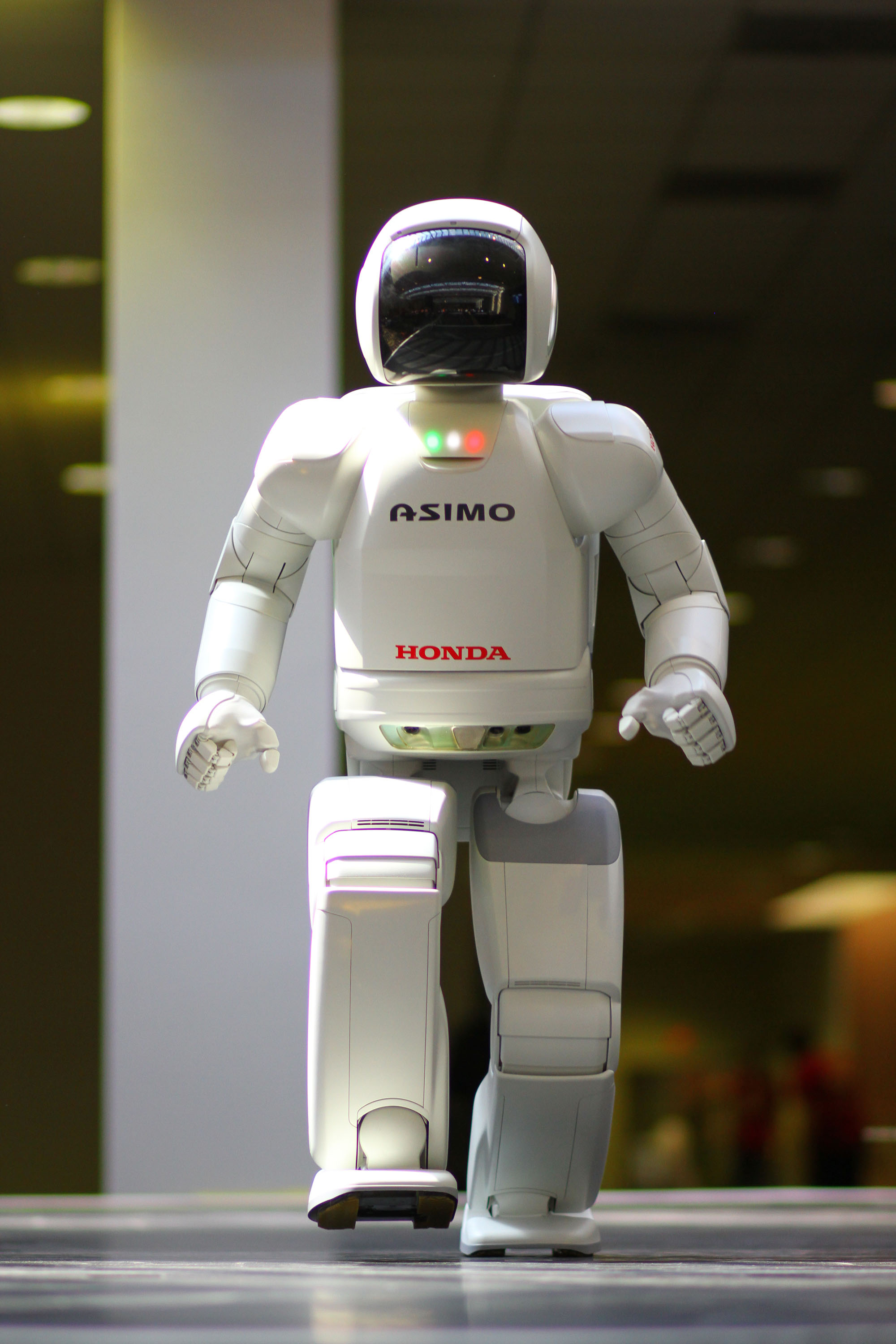
ASIMO, dal 2004

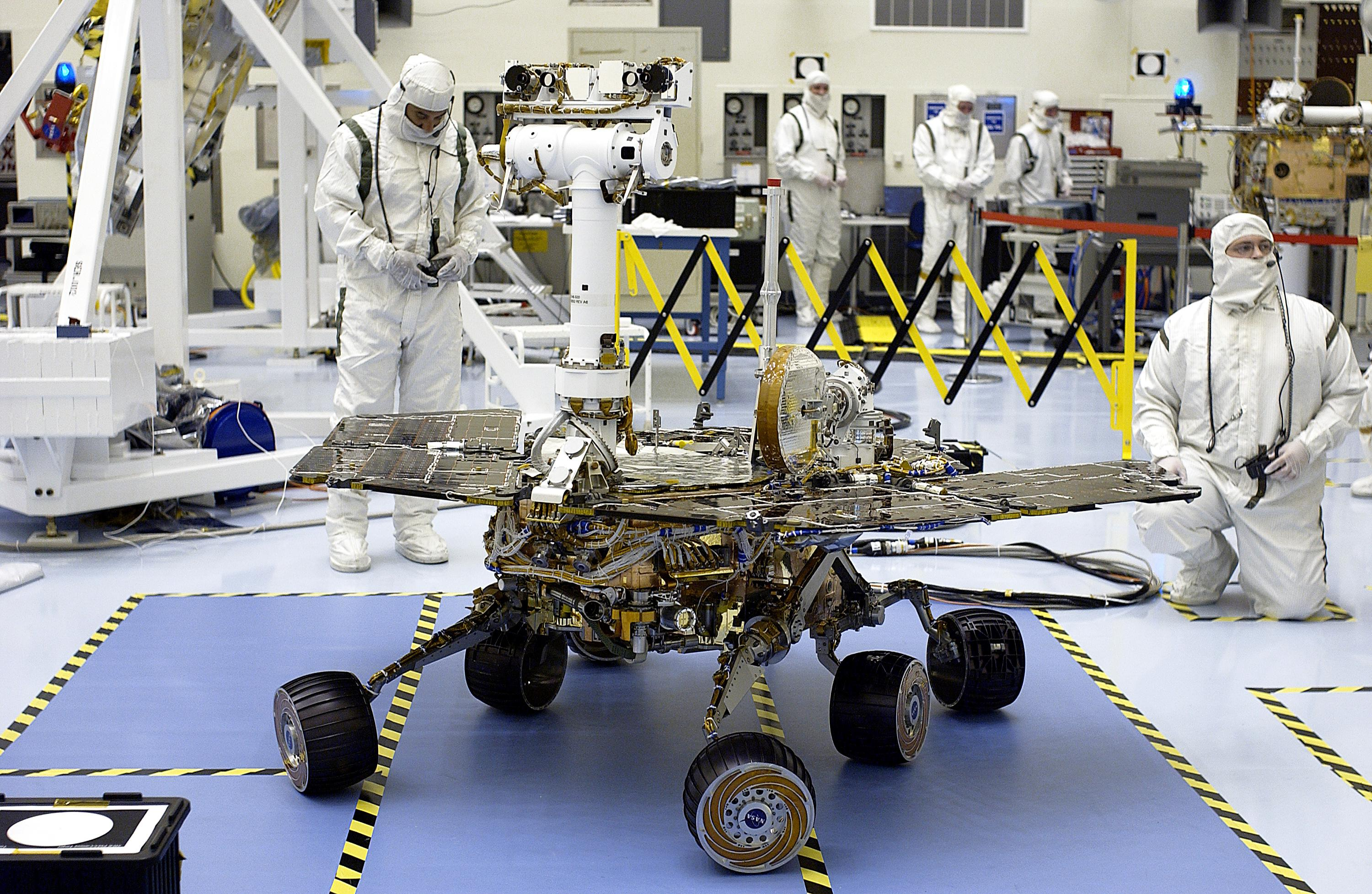
Opportunity, dal 2010

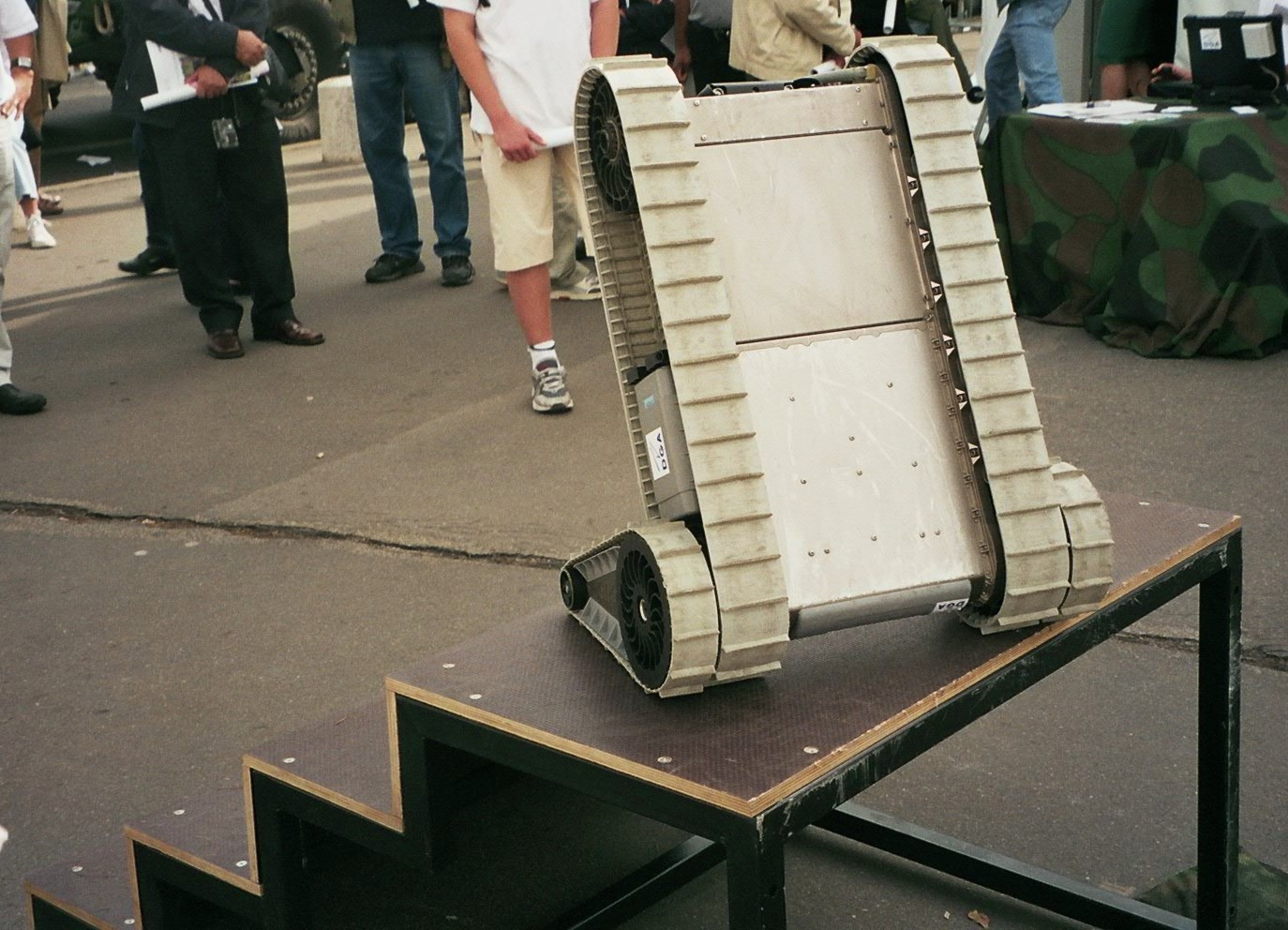
PackBot, dal 2012

| Anno | Nome                        | Descrizione                                      | Creatore                                                                                                 | Categoria               | Ref.   |
| ---- | --------------------------- | ------------------------------------------------ | --- | ----------------------- | ------ |
| 2003 | HAL 9000                    | Da 2001: Odissea nello spazio                    | Arthur C. Clarke                                                                                         | Intrattenimento         | [ 4 ]  |
| 2003 | R2-D2                       | Da Star Wars                                     | George Lucas                                                                                             | Intrattenimento         | [ 5 ]  |
| 2003 | Sojourner                   | Mars Exploration Rover                           | NASA | Ricerca                 | [ 6 ]  |
| 2003 | Unimate                     | Primo robot industriale                          | George Devol, Joseph Engelberger                                                                         | Industrial & Service    | [ 7 ]  |
| 2004 | ASIMO                       | robot umanoide                                   | Honda | Ricerca                 | [ 8 ]  |
| 2004 | Astro Boy                   | Da Astro Boy                                     | Osamu Tezuka                                                                                             | Intrattenimento         | [ 9 ]  |
| 2004 | C-3PO                       | Da Star Wars                                     | George Lucas                                                                                             | Intrattenimento         | [ 10 ] |
| 2004 | Robby the Robot             | Da Forbidden Planet                              | Cyril Hume                                                                                               | Intrattenimento         | [ 11 ] |
| 2004 | Shakey                      | Primo robot mobile generalista                   | SRI International                                                                                        | Ricerca                 | [ 12 ] |
| 2006 | Aibo                        | Robot animale                                    | Sony | Educazionale & Consumer | [ 13 ] |
| 2006 | David                       | Da A.I. - Intelligenza artificiale               | Brian Aldiss                                                                                             | Intrattenimento         | [ 14 ] |
| 2006 | Gort                        | Da Ultimatum alla Terra                          | Edmund H. North                                                                                          | Intrattenimento         | [ 15 ] |
| 2006 | Maria                       | Da Metropolis (film 1927) primo robot nel cinema | Thea von Harbou, Fritz Lang                                                                              | Intrattenimento         | [ 16 ] |
| 2006 | SCARA                       | robot industriale a quattro assi                 | University of Yamanashi                                                                                  | Industrial & Service    | [ 17 ] |
| 2008 | Lt. Cmdr. Data              | Da Star Trek                                     | Gene Roddenberry                                                                                         | Intrattenimento         | [ 18 ] |
| 2008 | Lego Mindstorms             | Robot kit serie                                  | LEGO | Educazionale & Consumer | [ 19 ] |
| 2008 | Navlab 5                    | Robot autonomo                                   | Carnegie Mellon School of Computer Science                                                               | Ricerca                 | [ 20 ] |
| 2008 | Raibert Hopper              | Primo robot auto-bilanciato saltante             | Marc Raibert                                                                                             | Ricerca                 | [ 21 ] |
| 2010 | Sistema chirurgico da Vinci | chirurgia robotica                               | Intuitive Surgical                                                                                       | Industrial & Service    | [ 22 ] |
| 2010 | Dewey                       | Da Silent Running                                | Steven Bochco, Michael Cimino, Deric Washburn                                                            | Intrattenimento         | [ 22 ] |
| 2010 | Huey                        | Da Silent Running                                | Steven Bochco, Michael Cimino, Deric Washburn                                                            | Intrattenimento         | [ 22 ] |
| 2010 | Louie                       | Da Silent Running                                | Steven Bochco, Michael Cimino, Deric Washburn                                                            | Intrattenimento         | [ 22 ] |
| 2010 | Opportunity                 | Mars exploration rover                           | NASA | Ricerca                 | [ 22 ] |
| 2010 | Roomba                      | robotic vacuum cleaner                           | iRobot                                                                                                   | Educazionale & Consumer | [ 22 ] |
| 2010 | Spirit                      | Mars exploration rover                           | NASA | Ricerca                 | [ 22 ] |
| 2010 | Terminator T-800            | Da Terminator                                    | James Cameron, Gale Anne Hurd                                                                            | Intrattenimento         | [ 22 ] |
| 2012 | BigDog                      | robot militare                                   | Boston Dynamics, Foster-Miller, NASA Jet Propulsion Laboratory, Harvard University Concord Field Station | Ricerca                 | [ 23 ] |
| 2012 | NAO                         | Robot umanoide                                   | Aldebaran Robotics                                                                                       | Educazionale & Consumer | [ 23 ] |
| 2012 | PackBot                     | Robot militare                                   | iRobot                                                                                                   | Industrial & Service    | [ 23 ] |
| 2012 | WALL•E                      | Da WALL•E                                        | Andrew Stanton                                                                                           | Intrattenimento         | [ 23 ] |